# Казбезький національний парк
Казбе́зький націона́льний парк (груз. ყაზბეგის ეროვნული პარკი) — природоохоронна територія, розташована в Казбезькому муніципалітеті на півночі Грузії. Створена в лютому 1976 року задля комплексної охорони високогірних ландшафтів, флори і фауни. Спочатку мала статус державного природного заповідника, згодом перетворена на національний парк. Сучасна площа складає 9030 га. В Казбезькому національному парку виявлено 1347 видів рослин, з яких 26 % ендемічні, а також декілька видів тварин, занесених до Червоної книги Грузії. Парк належить до популярних об'єктів туризму, на його теренах і в найближчих околицях є багато пам'яток Грузії (історичні споруди) і пам'яток природи (ландшафтних, гідрологічних, геологічних). Названий на честь гори Казбек (грузинською Казбегі) — найвизначнішої в його межах.

## Історія
У 1946 році в тодішньому Казбезькому районі Грузинської РСР створили два невеликих заповідника: Хевський площею 1500 га і Девдорацький площею 100 га. Обидва вони знаходились на теренах Казбезького лісгоспу, перший — у нижній течії річки Хдісцкалі, другий — у субальпійському поясі. 1976 року на їхній базі створили нову природоохоронну установу — Казбе́зький запові́дник площею 3841 га. Його територія охопила практично всі ліси майже безлісого Казбезького району. У листопаді 1986 року до заповідника приєднали нові ділянки. Це були льодовики навколо вершин Куру і Шино, а також скелясті Девдорацька і Труська ущелини, в яких мешкали козиці і кавказькі козли. Таким чином площа охоронної зони збільшилась до 8707 га. Пізніше статус охоронюваної території понизили до національного парку, при цьому додали нові ділянки, після чого її загальна площа склала 9030 га.

## Клімат

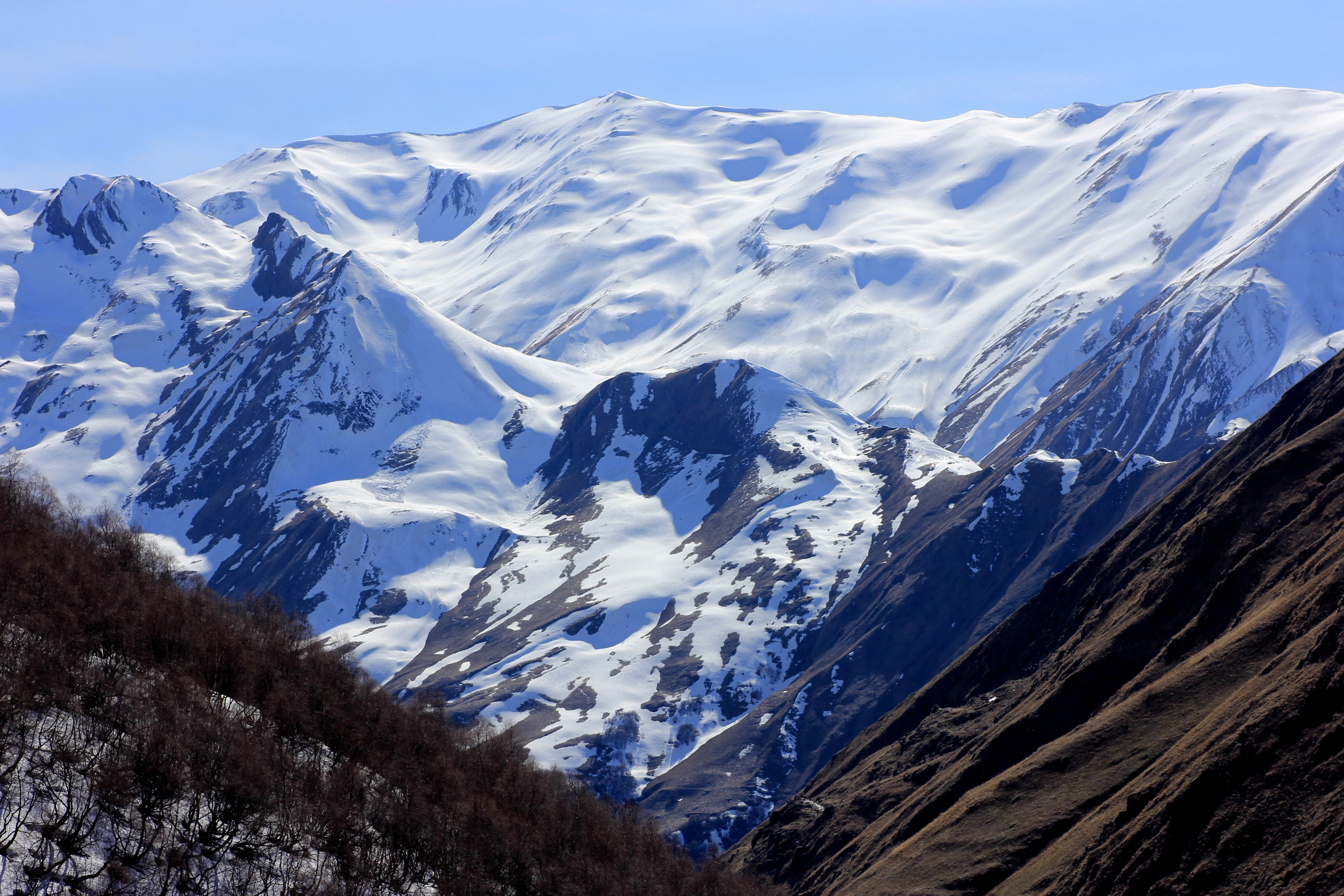
Вічні сніги на казбезьких вершинах можна побачити навіть у квітні.

Метеорологічні спостереження в околицях Казбезького національного парку здійснюють у чотирьох пунктах: у містечку Степанцмінда (висота над рівнем моря 1744 м), у селі Кобі (1987 м), на Хрестовому перевалі (2395 м), у Казбезькій високогірній метеообсерваторії (3653 м). Враховуючи просторову віддаленість і, особливо, висотну різницю, вивести середні показники для усієї території парку важко. Так, середньорічна температура повітря коливається в межах від +4,9 °C (у Степанцмінда) до -6,1 °C (у високогір'ї Казбека). Середня температура найхолоднішого місяця (січня) коливається, відповідно, від -5,2 °C до -15 °C; середня температура найтеплішого місяця (серпня) коливається від +14,4 °C до +3,4 °C. Абсолютний мінімум в найнижчій точці спостереження дорівнював -34 °C, у найвищій -42 °C, абсолютний максимум, відповідно, +32 °C і +16 °C. В залежності від висоти над рівнем моря коливаються і фенологічні періоди. Так, тривалість вегетаційного періоду біля Степанцмінда становить 116 днів, а у високогір'ї — лише 89. Безморозний період в цих зонах триває 154 і 93 дні, відповідно.
Окрім температурних також істотні відмінності у кількості опадів — чим вище в гори, тим їх більше. Наприклад, біля Казбезької обсерваторії їх випадає 1404 мм на рік, на Хрестовому перевалі — 1503 мм, в околицях Степанцмінда тільки 718 мм, а в низкогір'ї за межами парку взагалі 642 мм. Якщо у низкогір'ях значна кількість опадів випадає у вегетаційний період, то у високогір'ї основну частину складає сніг.

## Географія та гідрологія

Усі вершини Кавказьких гір висотою понад 5000 м зосереджені на Центральному Кавказі.

Бурхлива течія гірської річки.

Казбезький національний парк знаходиться в історичному краї Мцхета-Мтіанеті, в Казбезькому муніципалітеті на півночі Грузії. Адміністрація установи розташована в дабі Степанцмінда. Території навколо парку вирізняються невисокою щільністю населення, проте, зазнають сильного антропогенного впливу (поширене скотарство). Нижній кордон охоронної зони парку пролягає на висоті 1400 м, верхній — на рівні 3000—4100 м.
Терени Казбезького національного парку лежать на перетині двох гірських районів — Центрального і Східного Кавказу, в межах найвищого у Східній Грузії Хохського хребта. Вони охоплюють найскладнішу в геоморфологічному розумінні ділянку хребта — Казбезький гірський масив. Масив має форму півкола радіусом 11—14 км. Його утворюють згаслі вулкани четвертинного періоду, з яких найвідоміший — Казбек. На східному схилі цієї гори знаходиться пам'ятка неживої природи Бетлемісбері, що являє собою природний стовп із туфової брекчії. У східній частині парку з льодовика гори Зілга-Хох витікає річка Терек. Вона спочатку прямує між Головним Кавказьким і Хохським хребтами, утворюючи Труську котловину і вбираючи у цій місцині багато приток (Суатісідон, Мінасідон, Деїсідон тощо). У найнижчій точці котловини біля села Кобі Терек круто повертає на північ, прорізаючи Хохський хребет Дар'яльською ущелиною. Похил річки в ній настільки великий, що на відстані кількох кілометрів вона знижується на 400 м, утворюючи каскад водоспадів. У найвищій точці Дар'яльської ущелини Терек вбирає води Сносцкалі, у найнижчій — Хдісцкалі. Остання притока варта окремого опису, оскільки утворює глибоку ущелину між Курським і Шаванським хребтами. Хдісцкальська ущелина оголошена ландшафтною пам'яткою природи.
Гідрологічна мережа у Казбезькому національному парку дуже розвинута. Крім зазначених вище великих водних артерій у цій місцевості є велика річка Арагві, багато малих річок, струмків та джерел, причому серед джерел часто трапляються мінеральні. Наприклад, гідрологічною пам'яткою природи оголошено джерело Кетерісі, розташоване біля однойменного присілка. Його дебіт становить 300—350 л/с. За хімічним складом вода цього джерела гідрокарбонатно-кальцієва нарзанного типу. Води усіх заповідних водойм, як мінеральних, так і звичайних, дуже прозорі, оскільки усі річки охоронної зони мають льодовикове живлення.

## Геологія та ґрунти

Багатовершинна гора Чаухі.

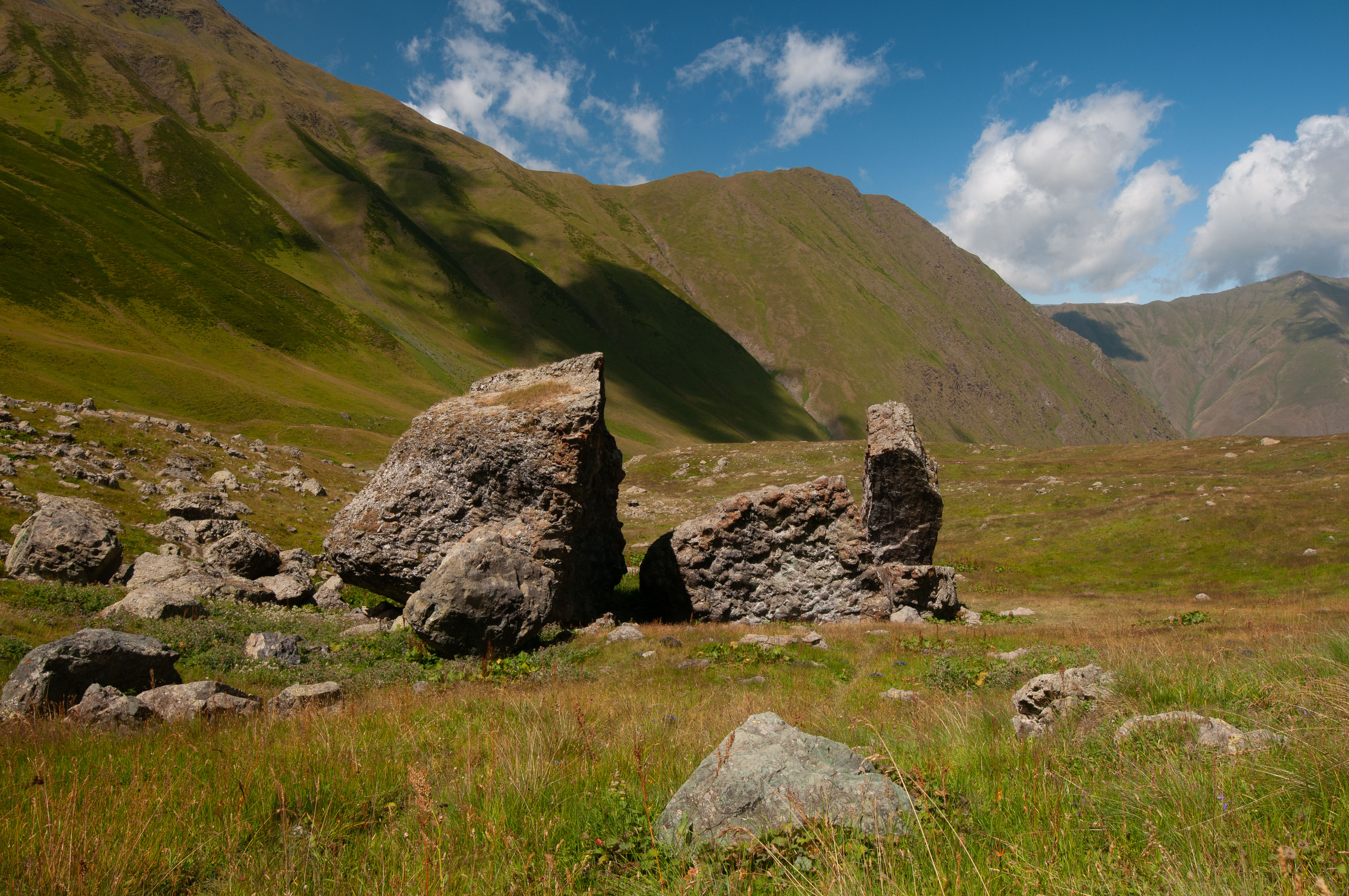
Долина Джута. Такі валуни — сліди діяльності льодовиків у казбезьких горах.

В Казбезькому національному парку багато мальовничих водоспадів.

На формування рельєфу Казбезького національного парку вплинули тектонічні рухи, діяльність льодовиків, вулканічна активність у четвертинному періоді, зсуви ґрунту та інші ерозійні процеси. В західній частині парку поряд з вулканічними формами рельєфу поширені ерозійні, натомість далі на схід на Головному Кавказькому хребті починають переважати нівальні (льодовикові) форми рельєфу, круті магматичні масиви і «молоді» вулкани з незначним ступенем ерозії. Основу Казбезького гірського масиву складають пісковики, що утворились в юрському періоді, а також такі базальтові формації як кварцит, глинисті сланці нижнього ліаського ярусу і глинисті відклади тоарського ярусу, пронизані жилами шаруватого діабазу. Частиною геології регіону є лавові подушки. На схилах Дар'яльської ущелини утворились кліфи, на стінах яких видно базальтові розрізи і шари застиглої лави.
Сучасний льодовиковий покрив охоронної зони становлять 30 льодовиків, включно з долинними завдовжки 5—7 км. З них найбільш відомий Девдорацький льодовик. Він розташований нижче за інші, на висоті 2300 м. Девдорацький льодовик відомий руйнівними зсувами, які неодноразово перекривали Воєнно-Грузинську дорогу в Дар'яльскій ущелині. Одна з таких подій сталася в серпні 1832 року. Тоді крига і зрушене нею каміння утворили природну дамбу завдовжки 2 км і заввишки 100 м. Дамба зупинила течію Терека на три дні, згодом потік накопиченої води зсунув з місця так званий Єрмоловський камінь — велетенський гранітний валун завважки 1500 т, один з найбільших у Східній Європі. Рух перекритою дорогою вдалося відновити лише два роки потому, а уся крига розтанула тільки через сім років.
Ландшафти Казбезького національного парку є типово високогірними і в цьому відношенні еталонними для природоохоронних територій Грузії. У найнижчій частині парку схили гір вкриті субальпійськими луками, на яких деінде ростуть чагарники і невеличкі горобинові і березові гаї. Вище починається альпійський пояс, луки якого мають густий, суто трав'яний покрив. На висотах 3000—3600 м їх заступає бідна рослинність оголених скель, а ще вище починаються вічні сніги і льодовики. Загалом ґрунти в межах охоронної зони вирізняються малою і середньою потужністю, належать до щебенистих суглинків. В субальпійському поясі національного парку розвинуті гірсько-лучні дернові ґрунти, в альпійському крім них трапляються ще дерново-торф'янисті, а в поясі скельної рослинності присутні лише примітивні гірсько-лучні. Під березовими субальпійськими лісами, що розвиваються на делювіальних відкладах, формуються пухкі, щебенисті, середньопотужні ґрунти з добре вираженим горизонтом гумусу, натомість, під сосновими лісами формують дуже сухі ґрунти, схожі на гірсько-лучні.

## Флора
Флора Казбезького національного парку вирізняється багатством і високим рівнем ендемізму. На його теренах описано 1347 видів рослин, 26 % яких є ендеміками. Близько половини площі охоронної зони зайнято лісами, хоча для навколишніх територій такий високий показник лісистості нехарактерний. Практично всі ліси парку зростають на схилах із похилом більшим за 31°. З 4064 га лісів найбільшу частку становлять березини і березові рідколісся (2617 га), також поширені сосняки (369 га), бучини (49 га), осичняки (32 га). З інших типів рослинності поширені зарості чагарників і низьких дерев: рододендрона (916 га), барбарису (28 га), обліпихи (23 га), верби (15 га), ліщини (11 га) та ялівцю (4 га).

Високогірна березина Казбецького парку.

У Казбезькому національному парку виділяють п'ять типів березових лісів. Найбільшу частку складають різнотравні березини, які розвиваються переважно на висотах 1800—2400 м. Перший ярус в таких лісах утворений березою Литвинова і горобиною, підлісок — вербою козячою, вовчим ликом, малиною Буша, шипшинами Rosa mollis, Rosa oxyodon, Rosa pulverulenta. Як свідчить назва цього типу лісу, в його трав'яному покриві переважає субальпійське різнотрав'я. У нижчому поясі, на висотах 1700—2000 м ростуть злакові березини. На відміну від різнотравних, у першому ярусі цих лісів крім беріз майже немає дерев інших порід, лише де-не-де трапляються поодинокі горобини й осики. Підлісок також значно бідніший, його утворюють поодинокі кущі вовчого лика, шипшини і ялівцю. Натомість трав'яний покрив розвинений добре, в ньому панують такі злаки, як грястиця збірна, куничник очеретяний тощо. На ділянках з потужним шаром вологого ґрунту сформувались мохові березини. З деревних порід в них крім берези присутні незначні домішки горобини і верби козячої, а також невеликі за площею зарості рододендрона. Цей чагарник зростає у мохових березинах нерівномірно, утворюючи своєрідні плями. У наземному покриві таких березин трав немає, ґрунт в цих лісах вкритий суцільним шаром мохів, серед яких багато низьких ягідних чагарничків: брусниці, водянки чорної, чорниць звичайної і кавказької. На перезволожених ділянках розвинуті великотравні березини, трав'яний покрив яких утворюють рослини з великим листям, наприклад, кремена біла і борщівник Лескова. Найрідкіснішим типом березин є рододендронова, поширена у високогір'ї. В лісі цього типу підлісок являє собою густі чисті зарості рододендрона, а перший ярус утворюють пригнічені криві берези. У березинах всіх типів незначною домішкою до берези Литвинова може виступати береза Радде.
Сосняки у Казбезькому національному парку представлені на південних схилах зі значним похилом. Сосна кавказька, будучи невибагливою породою, займає ділянки з примітивними малопотужними ґрунтами. Сосняки парку бувають двох типів — мішані і чисті. У мішаних сосняках перший ярус разом із сосною утворює береза Радде, а наземний покрив — різнотрав'я. У чистих сосняках супутником сосни виступає ялівець. У сосняках обох типів у підліску трапляються невисокі види верби, глід, таволги зарубчаста і звіробоєлиста, шипшини.

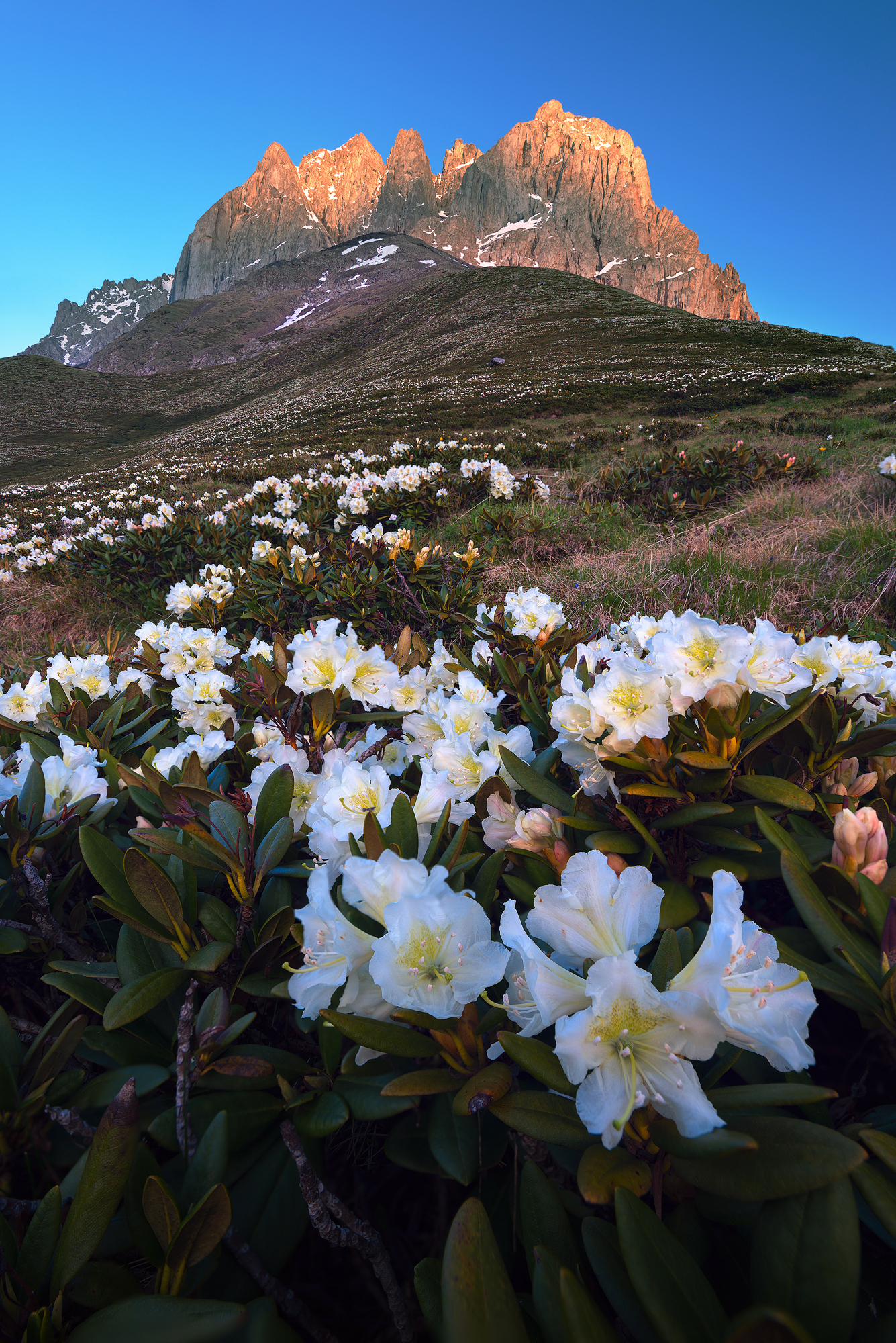
Зарості рододендрона кавказького поблизу гори Чаухі.

Казбезькі букові ліси зосереджені в Хдісцкальській ущелині. Оскільки вони невеликі за площею, то належать до одного фітоценотичного типу — бучини різнотравної. В цих лісах разом з буком зростають береза Литвинова і клен Траутфеттера, у підліску трапляються поодинокі горобини. Різнотравний наземний покрив у бучинах дуже багатий, в ньому найчастіше можна віднайти валер'яну липолисту, дзвоники широколисті, журавець смердючий, кострицю велетенську, куничник очеретяний, купину кільчасту, підмаренник запашний.
З чагарникових фітоценозів Казбезького національного парку найбільш помітні зарості рододендрона й обліпихи. Рододендрові зарості розвиваються у високогір'ї на відкритих західних і північних схилах. У формуванні цього рослинного угруповання бере участь рододендрон кавказький з домішкою ялівців і чорниці. Інші чагарникові хащі ростуть переважно на скелястих берегах Терека. Найбільші за площею чисті ділянки обліпихи (до 20 га) зосереджені на південній і північно-західній околицях даби Степанцмінда.
Фітоценози лучного типу у Казбезькому національному парку вельми розмаїті. На найнижчих висотах у субальпійському поясі луки пересічені заростями чагарників і гаями, вище їм на зміну приходять чагарникові луки, ще вище — альпійські килимові луки, які в субнівальному поясі поступаються рослинності скель та осипищ із незначними за площею вкрапленнями альпійських рослин. Перігляціальна рослинність найкраще виражена біля краю Девдорацького льодовика. Найбагатші у флористичному плані луки сформувались у долині Терека на річкових терасах, утворених пролювієм й алювієм. На перезволожених ділянках рельєфу тут можна побачити такі типи трав'яної рослинності як осоково-мітлицеві та бобові луки, на сухіших — цибулеві та різнотравно-злакові луки.
Варто згадати і про окремі об'єкти охорони у флорі парку. Це рослини, які є ендеміками Кавказьких гір в цілому (горобина Sorbus albovii і кавказькі підвиди горобини звичайної, груша кавказька, чорниця кавказька), вузькі ендеміки Грузії (Sorbus buschiana), а також види, занесені до Червоної книги Грузії (Cladochaeta candidissima, Silene pygmaea, береза Радде, в'яз шорсткий, дуб великопиляковий, лілія однобратня, обліпиха звичайна).

## Фауна

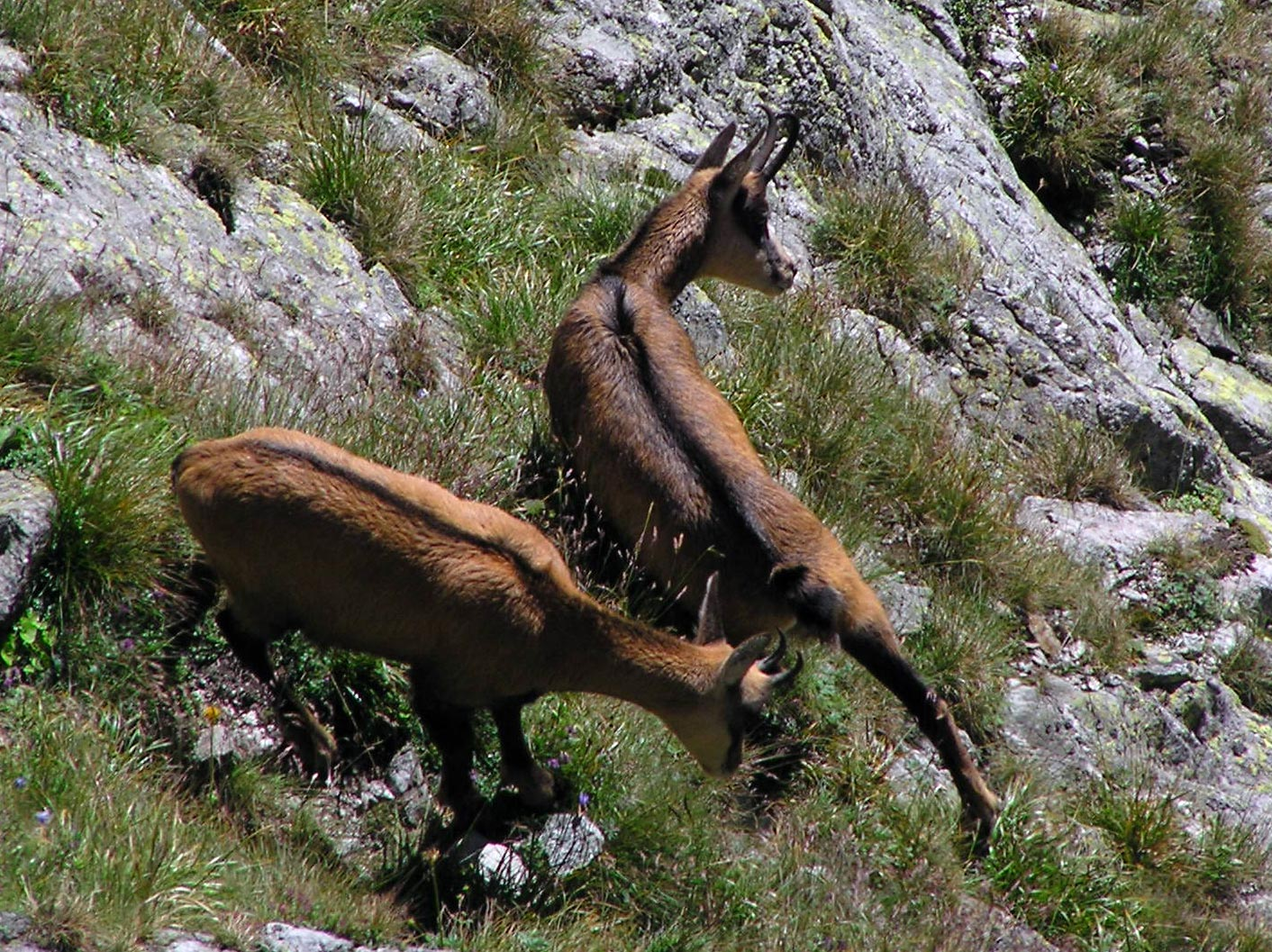
Козиці.

Фауна Казбезького національного парку системно не досліджена, більшість спостережень стосується великих і рухливих видів тварин, за якими зручно спостерігати з великої відстані. До особливо цінних мешканців національного парку слід віднести види, занесені до Червоної книги Грузії: ведмедя бурого (кавказького підвиду), рись євразійську, козла кавказького, козицю, беркута, сипа білоголового, тетерука кавказького, ягнятника тощо.
Через відсутність у національному парку великих за площею суцільних лісових масивів типово лісових мешканців у ньому не так багато. З таких видів звичними слід вважати вивірку звичайну, ласицю малу, куницю кам'яну, кота лісового, лисицю звичайну, вовка, рись і ведмедя бурого. З лісових копитних в охоронній зоні спостерігали тільки сарн. На луках бачили гризунів полівку звичайну і рідкісну Prometheomys schaposchnikowi («прометеєву полівку»). Втім, у цьому поясі казбезьких гір найбільш помітні кавказькі козли і козиці. Ці копитні мешкають спільно у схожих біотопах, їхні стада під час годівлі можна побачити у бінокль навіть з вулиць Степанцмінда.
Орнітофауна Казбезького національного парку налічує 120 видів, з яких 42 живуть тут осіло, 57 гніздуються, 4 зимують, 16 трапляються під час сезонних перельотів, а один залітний. З осілих птахів найціннішими є куроподібні. В парку мешкає чотири види цього ряду. Найрідкіснішим серед них визнаний улар кавказький. Це ендемік Головного Кавказького хребта, який у парку гніздується на альпійських луках. Тетерук кавказький полюбляє гніздуватися у березових рідколіссях, також ці птахи часто навідуються до рододендронових заростей і сіножатей, натомість, на пасовищах трапляються рідко. Саме випасання худоби спричинює зменшення чисельності цього птаха. На висотах від 1300 до 3000 м мешкають кеклики. Ці птахи відносно чисельні, однак взимку спускаються ближче до людських поселень, де часто стають жертвами браконьєрства. Звична для Європи куріпка сіра в Казбезькому національному парку трапляється лише епізодично.

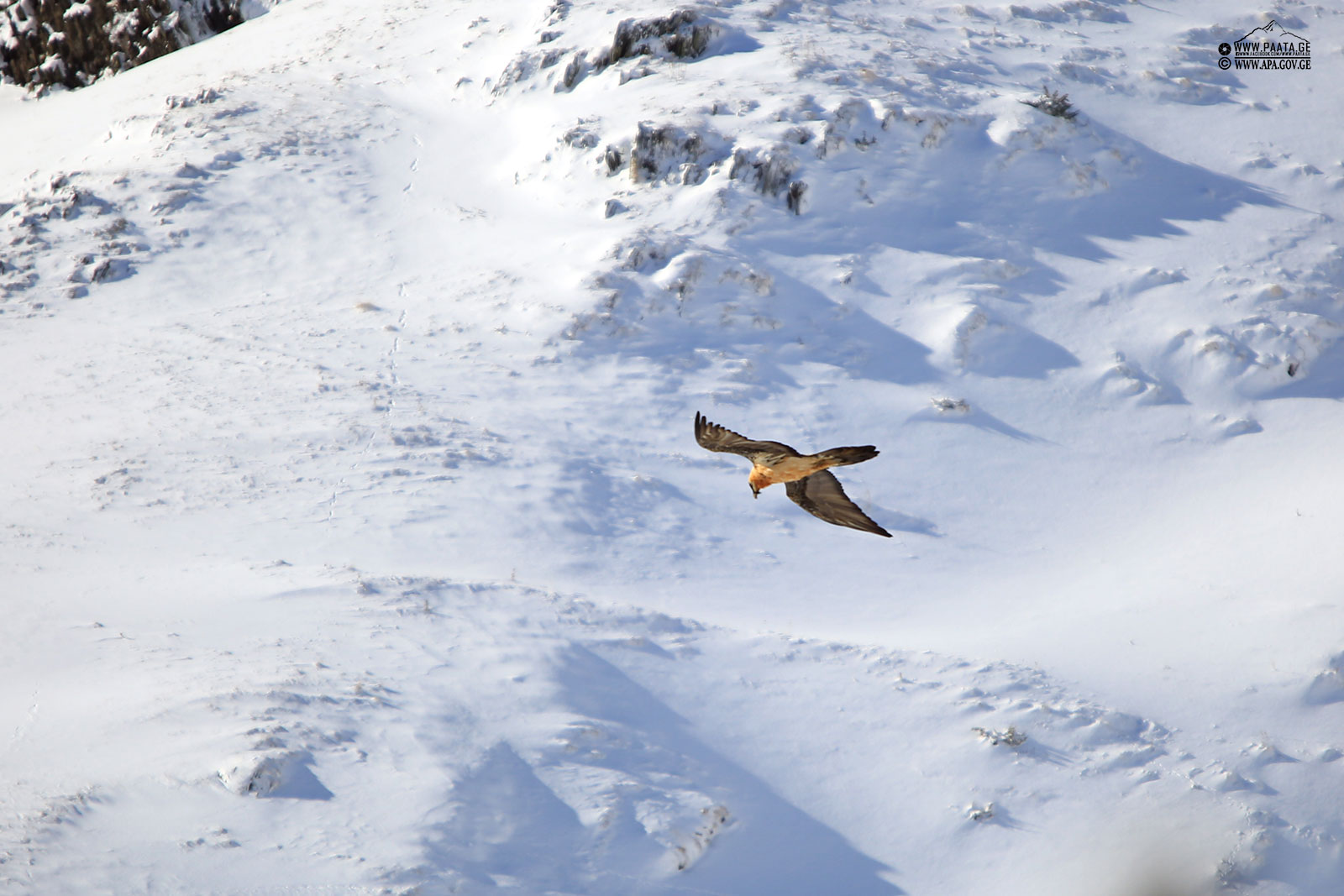
Ягнятник видивляється здобич.

Традиційно прискіпливу увагу науковців привертають хижі птахи. З них найчисельніші боривітри звичайні, канюки звичайні, шуліки чорні, яструби малі. На зимівлю в охоронну зону прилітає підсоколик малий. До рідкісних пернатих хижаків відносять беркута, грифа чорного, луня лучного, сапсана, сипа білоголового, ягнятника, яструбів великого і коротконогого. Серед пернатих інших рядів найбільш помітні дятли (звичайний, середній, зелена і чорна жовна), яких легко почути у лісах, кам'яні голуби, що воліють облаштовувати свої кубла у покинутих будинках і фортецях, а також галки альпійські та червонодзьобі, що їх можна побачити о будь-якій порі року повсюдно. Серед інших горобцеподібних птахів слід згадати про малопомітних Phoenicurus erythrogastrus і чечевиць великих. Ці види гніздуються у високогір'ях, куди рідко навідуються люди, а взимку спускаються на годівлю до обліпихових заростей в долині Терека.
Інші групи тварин на теренах Казбезького національного парку не досліджені. Є повідомлення про те, що у заповідних водоймах мешкають такі земноводні як ропухи зелені та рідкісні жаби довгоногі. З плазунів трапляється гадюка степова. На гірських луках зазвичай дуже багато метеликів, однак їхній видовий склад не встановлений.

## Стан екосистем
В минулому ліси Казбезького муніципалітету сильно постраждали від вирубування. Оскільки у високогір'ї деревні насадження не надто густі й осяжні, то навіть помірне винищення дерев протягом століть призвело до поступового знеліснення регіону. На момент заповідання теренів сучасного Казбезького національного парку до його складу увійшли майже всі лісові ділянки, наявні у цій місцевості. Встановлений охоронний режим, а також значною мірою, проведена газифікація району поклали край заготівлі дров і деградації лісових масивів. Натомість, поступовий розвиток туристичної інфраструктури і повільний ріст населення підвищили попит на продукти скотарства, тому використання високогірних пасовищ стало інтенсивнішим. Тривале випасання худоби змінило характер рослинності на деяких заповідних ділянках, наприклад, луки уздовж Воєнно-Грузинської дороги перетворились на вторинні низькотравні. Пересування худоби, особливо під час сезонних прогонів на початку літа і восени, непокоїть лучних мешканців. Цей антропогенний вплив — основний чинник зменшення чисельності Prometheomys schaposchnikowi і кавказького тетерука. Деякою мірою свійські тварини конкурують і з дикими копитними — козицями і кавказькими козлами. Також в околицях національного парку іноді стаються випадки браконьєрства.

## Наукова діяльність
Наукові дослідження на теренах сучасного Казбезького національного парку почалися давно і були систематичними, однак, як і в більшості кавказьких природоохоронних зон, стосувалися переважно ботаніки. Першим науковцем, який відвідав цю місцевість, став ризький доктор медицини, а згодом російський академік, Йоганн Гюльденштедт. У жовтні 1770 року він здійснив подорож із села Земо-Млета через Хрестовий перевал до поселень Кобі, Степанцмінда і далі долиною Терека до Моздока. Своєю експедицією він відкрив казбезькі гори для інших флористів. Згодом чимало ботаніків, мандруючи Грузією, збирало гербарії в околицях Казбеку (цьому сприяла наближеність зручного шляху — Воєнно-Грузинської дороги). Серед відомих дослідників місцевої флори варто зазначити Аполлоса Мусіна-Пушкіна, Християна Стевена, Фрідріха Паррота, Карла Коха, Франца Рупрехта, Густава Радде, Миколу Буша. За радянської доби персональний внесок окремих вчених у дослідження став меншим, а колекції рослин збирали переважно в рамках експедицій і наукових програм, які проводили під керівництвом великих установ. Наприклад, у 1937 році місцеву флору досліджувала працівниця Казбезького краєзнавчного музею Є. Хуцішвілі, у 1962—1972 роках — експедиція Інституту ботаніки Академії наук Грузинської РСР, у 1970-1980-х роках — лабораторія дослідної геоботаніки того ж інституту.

## Культурна спадщина

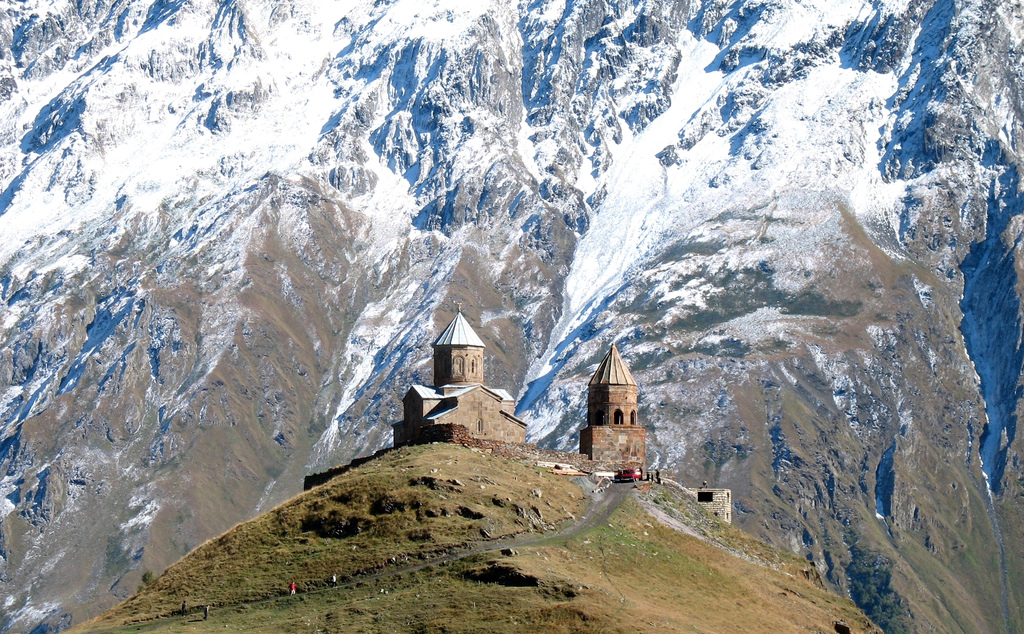
Ґерґетська церква на тлі Казбеку.

Населення національного парку і ближніх околиць належить до грузинського субетносу мохевців, спорідненого із тушетцями і хевсурами. Свою назву вони ведуть від ущелини Хеві, а розселились здебільшого в межах Головного Кавказького хребта. Протягом століть мохевці захищали від вторгнення з півночі Дар'яльську ущелину, хоча загалом були невойовничими скотарями. На відміну від інших грузинських народностей мохевці зберегли давні традиції, до того ж вони вирізняються особливою приязністю до іноземців. Їхня гостинність і звичаї приваблюють до Казбезького національного парку багато як грузинських, так і закордонних туристів. Відвідувачі знаходять тут розваги за смаком, оскільки парк може запропонувати їм різноманітні об'єкти для досліджень: мальовничі пейзажі, високі і цікаві для сходження альпіністські маршрути, багатий рослинний і тваринний світ, побутові і релігійні звичаї тубільців, в яких тісно сплелися християнські вірування і язичницькі обряди.

Застиглий лавовий потік.

В околицях парку розташовано декілька історичних пам'яток. Серед них тридільна базиліка Сіоні, церква Гарбані X століття, Ґерґетська церква XIV століття, Ахалціхська базиліка XVII сторіччя. Цим же століттям датують і фортифікаційну споруду — замок Сно в однойменному селі. Крім них в парку можна побачити багато пам'яток неживої природи. Особливо славиться геологічними і гідрологічними цікавинками Труська котловина. В ній п'ять геологічних утворень визнано окремими заповідними об'єктами (Труські травертини, Травертини Джварського перевалу, кліф Сахізарі, мінеральне озеро Абано і вже згадуване мінеральне джерело Кетерісі). На додачу до цих пам'яток у Труській долині можна побачити застиглий прадавній лавовий потік і викопний ліс віком 6000 років, що складається зі скам'янілих стовбурів беріз, тополь і ялівцю.

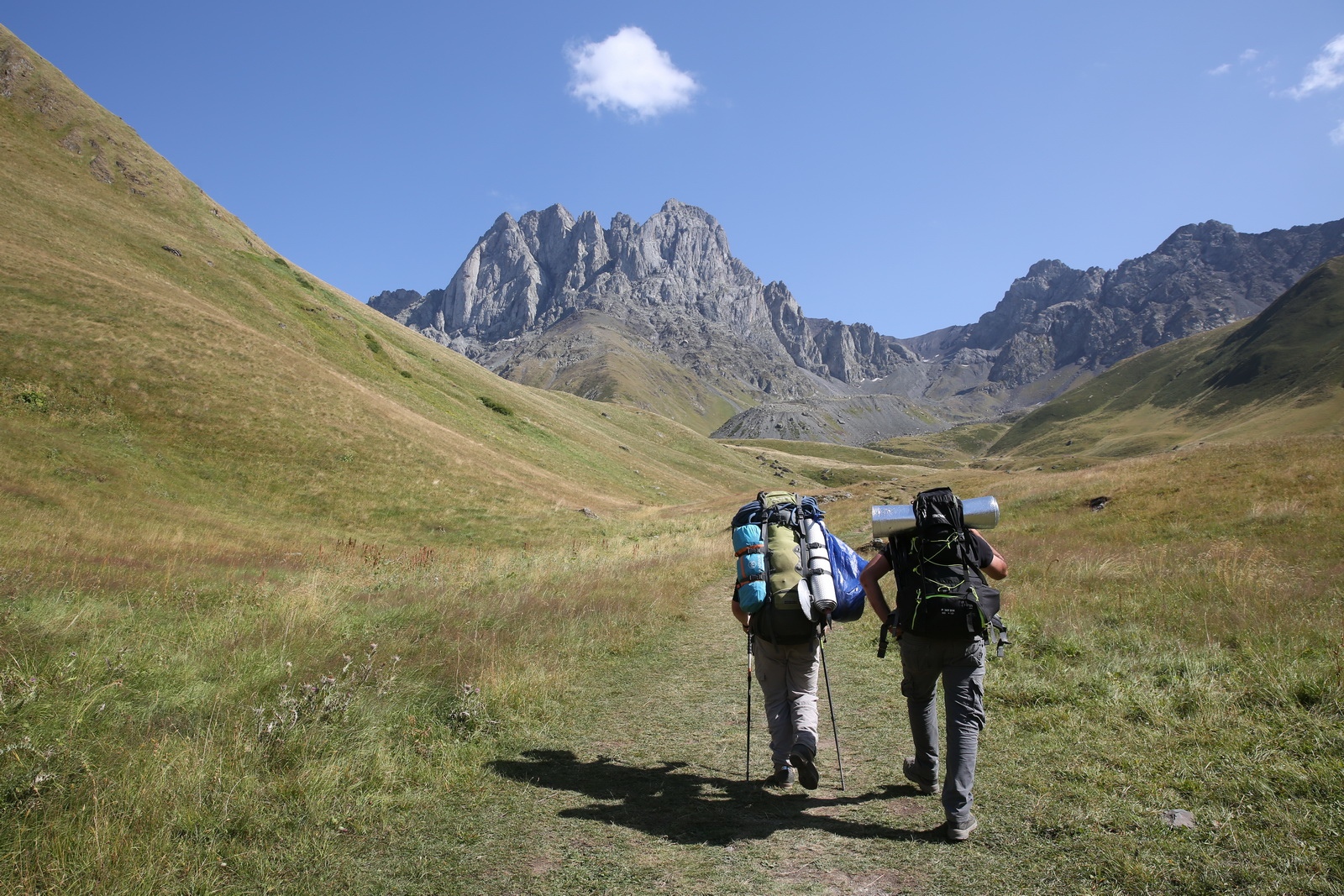
Туристи в Казбезькому національному парку.

Оскільки в минулому Казбезький національний парк мав статус державного заповідника, на його теренах діяв суворий охоронний режим і він не мав власної туристичної інфраструктури. Наприкінці XX — початку XXI століть її розвиток утруднювали військові конфлікти на півночі Грузії (парк знаходиться неподалік грузинсько-російського державного кордону). Після надання Казбезькому заповідникові статусу національного парку доступ на його територію для сторонніх осіб відкрили, однак більшість туристів організовували свої поїздки самостійно. Відвідувачам були доступні такі форми відпочинку як піші одноденні екскурсії або багатоденні походи з ночівлею в наметах, кінні прогулянки, спеціалізовані наукові та альпіністські тури. В рамках одного з таких турів групою українських альпіністів в околицях Степанцмінда було надано імена Степана Бандери і Роман Шухевича двом безіменним до того часу вершинам. У травні 2018 року у парку до послуг відвідувачів відкрили туристичний центр.